# کنده‌کاری روی چوب

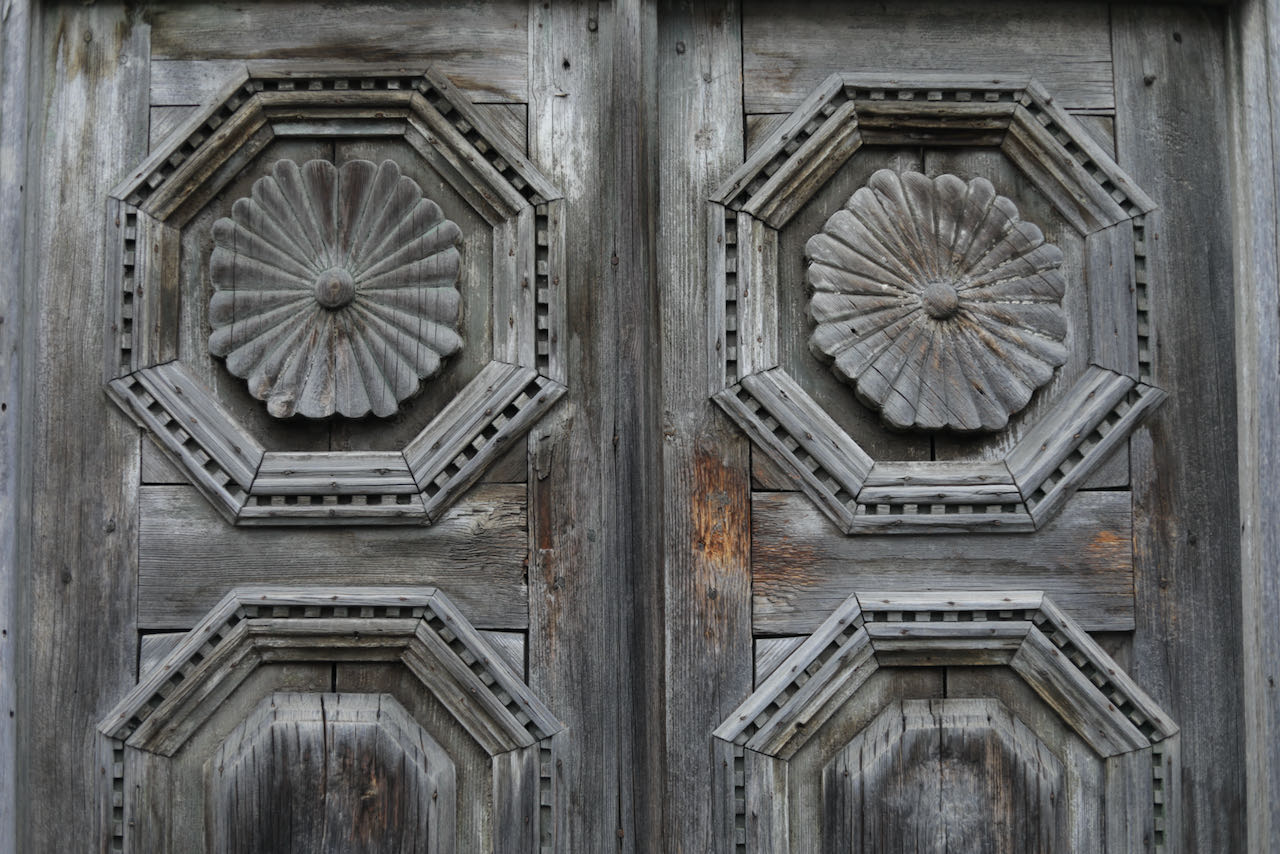
کنده‌کاری روی یک در چوبی در رشت

کَنده‌کاری چوب هنر ایجاد طرح‌ها و نقوش سطحی و کم‌عمق روی چوب با استفاده از ابزاری ساده و مبتنی بر ذوق و خلاقیت هنرمند کنده‌کار است. کنده‌کاری روی چوب یکی از انواع کنده‌کاری است و از زیرمجموعه‌های هنرهای چوبی به‌شمار می‌آید.

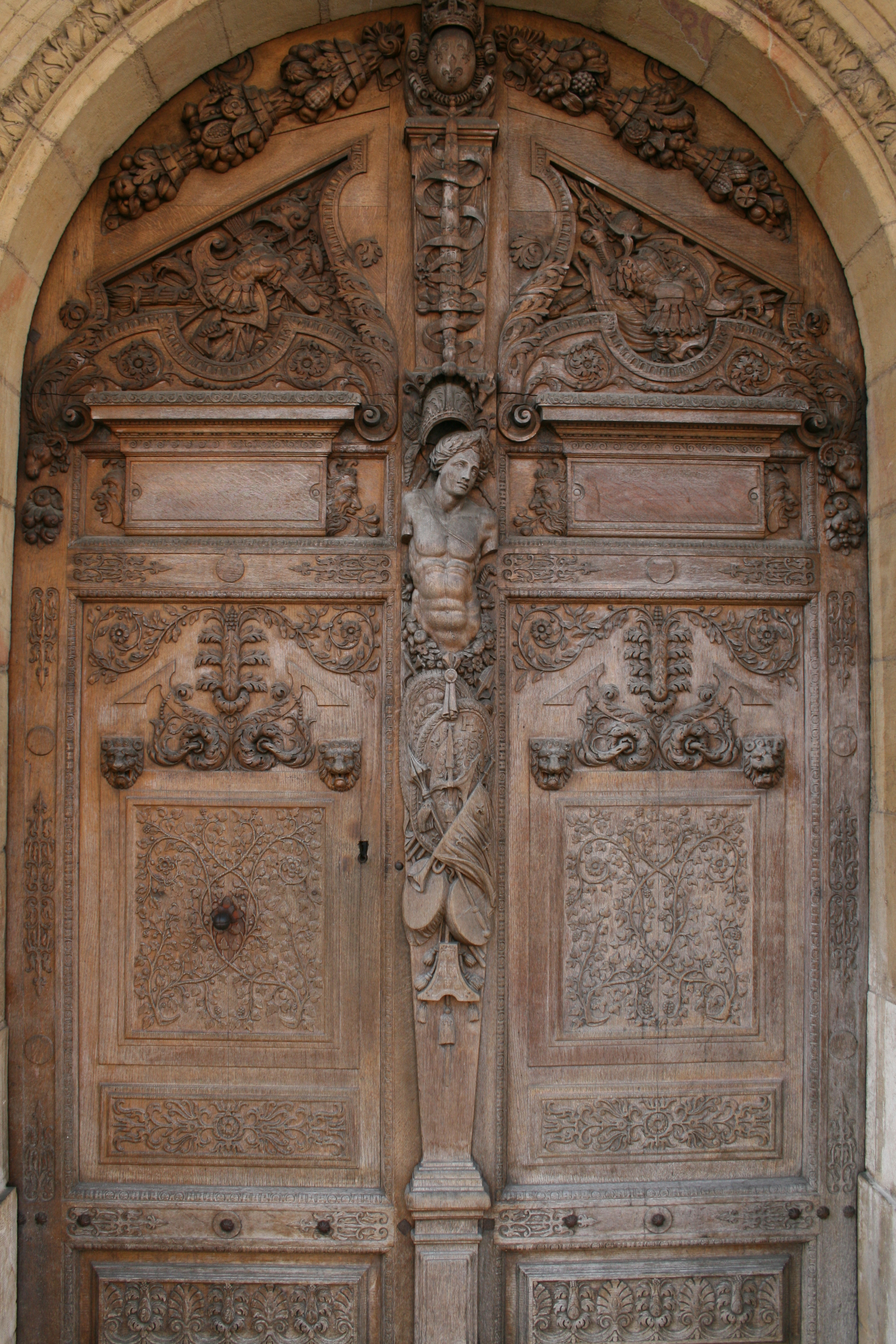
کنده‌کاری روی در قدیمی دادگاه استیناف دیژون - فرانسه

کنده‌کاری روی چوب خود انواعی دارد چون خراطی، ساخت تندیس‌های چوبی، مُنَبَّـت‌کاری، مُعرّق‌کاری و خاتم‌کاری. این هنرها با بهره‌گیری از ابزار برش تیز مانند اسکنه و مغار و ابزار کوبشی نظیر پتک دستی انجام می‌گیرند.